# Fajar Baru (Panca Jaya)
Fajar Baru is een bestuurslaag in het regentschap Mesuji van de provincie Lampung, Indonesië. Fajar Baru telt 2872 inwoners (volkstelling 2010).